# 鲨海逃生
是2019年上映的生存题材恐怖片，由約翰尼斯·羅勃茲执导，罗伯兹与欧内斯特·里拉编剧，是2017年电影《鲨海》的独立续集。
续集采用全新演员阵容，包括苏菲·奈丽丝、科琳·福克斯、布芮妮·邱、希斯蒂妮·史泰龙、戴维·桑托斯、卡林·拉姆博、布蕾克·贝辛格、約翰·科貝特和尼娅·朗，讲述一群女生水肺潜水到一处沉没的玛雅遗址，结果被几条鲨鱼团团围住。
影片于2019年8月16日在美国上映，娱乐工作室发行。影评人评价褒贬不一，演员演技及悬念获赞，但被指缺乏惊悚场面，电脑成像效果差。影片收获4610万美元的票房收入，成功收回1200万美元的制片成本。两部影片全球票房超1亿美元。

## 剧情
少女米娅与继姐萨莎最近转到一间新学校读书，同学凯瑟琳将米娅推进学校泳池，萨莎则在一旁观看。米娅父亲格兰特了解到这件事，计划开船带姐妹俩出海看大白鲨，增进两人关系。格兰特将大白鲨的一根牙齿给了米娅，跟她回忆以前一起潜水的时光。
游船那天，米娅意外发现凯瑟琳和一群朋友也在。萨莎的朋友阿丽莎和妮可到场，怂恿姐妹俩和她们一同探索秘境。姑娘们坐上阿丽莎的车，在一处秘密的泻湖逍遥快活。阿丽莎说经泻湖底下有座玛雅城市，格兰特正带着助理卡尔和本（也是阿丽莎的男友）在那准备下周考古学家的考察。妮可找到潜水设备，怂恿大家潜到水下一探究竟，最终来到一处古老的祭祀间。姑娘们正和洞穴鱼打招呼的时候，妮可意外撞倒一条石柱，瞬间地动山摇，水底建筑开始倒塌。
突如其来的淤泥洪流将姑娘们分开，直至米娅和阿丽莎找到本，但本不久后被一条虎鲨吞噬，留下指南针。找到彼此的姑娘们被一条鲨鱼追进了隧道，鲨鱼撞崩了泻湖入口。一行人打算回去找指南针，但大白鲨将她们逼到了海底城纵深处的一处气穴。米娅听到水里响起了音乐，丢下其他人，独自寻找帮助。另一边，正在听音乐的卡尔被发动攻击的鲨鱼杀死。米娅找到卡尔的遗体，又被格兰特救走。父女俩和其他人相聚，此时其他人也在找她。大家意识到鲨鱼视力不佳，一直在洞中进化，便决定用声音分散鲨鱼的注意力，借机逃跑。一行人利用固定在原地的滑轮升上水面，不料两条鲨鱼也来到水面。妮可惊恐万分，在阿丽莎升到水面的时候，爬着绳子上去，结果绳子断裂，两人又掉到水里，两条鲨鱼将妮可撕碎，疯狂进食。
格兰特觉得唯一的出路是游到更深处，找通往大海的出口，但他不久后被鲨鱼吞噬。米娅、萨沙和阿丽莎与其他人分开，游到洞穴里，萨莎被强劲的水流冲跑，与其他人分开。阿丽莎找到另外的出口，但被鲨鱼攻击，米娅则卷进水流。阿丽莎想逃离鲨鱼，将身上的氧气瓶摘下，结果被淹死。米娅在水流较弱的地方和萨沙重聚，两人游进一处未被发现的洞穴。她们在洞穴底部找到通往地表的裂缝，又被突然出现的鲨鱼攻击。两人沿着狭窄的裂缝往上游，卡在狭窄处，必须丢掉已经空了的氧气瓶才能脱身。
两人游到水面处，看到一艘游船，便游了过去，但发现这艘船在水面泛钓鲨鱼。米娅和萨莎被鲨鱼攻击，被游客看见。米娅成功上船，萨莎被鲨鱼抓走。米娅跳入水中，用信号枪打中鲨鱼，救走萨莎。萨莎上了船，但米娅被另一条鲨鱼拖入水中。米娅用格兰特给的牙齿刺中鲨鱼的眼睛，游到船上，与萨莎重聚。十分震惊的凯瑟琳看着船上的员工给两人疗伤。

## 阵容
- 苏菲·奈丽丝（英语：Sophie Nélisse） 饰 米娅（Mia）
- 科琳·福克斯（英语：Corinne Foxx） 饰 萨莎（Sasha）
- 布芮妮·邱（英语：Brianne Tju） 饰 阿丽莎（Alexa）
- 希斯蒂妮·史泰龙（英语：Sistine Stallone） 饰 妮可（Nicole）
- 戴维·桑托斯（英语：Davi Santos） 饰 本（Ben）
- 卡林·拉姆博（英语：Khylin Rhambo） 饰 卡尔（Carl）
- 布雷克·贝辛格（英语：Brec Bassinger） 饰 凯瑟琳（Catherine）
- 約翰·科貝特 饰 格兰特（Grant）
- 尼娅·朗（英语：Nia Long） 饰 詹妮弗（Jennifer）

## 制作

### 开发
2017年9月，消息指The Fyzz Facility正在制作《鲨海》的续集，题为《鲨海逃生》。約翰尼斯·羅勃茲再任导演，再度与欧内斯特·里拉共同撰写剧本。詹姆斯·哈里斯和马克·莱恩再任制片人，与罗伯特·琼斯一道担任本片制片。
续集故事发生在墨西哥，主人公是一群探索失落水下遗迹的年轻女性。负责监督制作的Altitude Film Sales在多伦多找潜在买家。
2018年8月，影片先导预告片公布，新片名为《47 Meters Down: The Next Chapter》，之后摄制工作开始。到同年12月，片名改为现名。
配乐由Tomandandy作曲，Varèse Sarabande发行专辑。

### 摄制
主体拍摄于2018年12月至2019年2月在多米尼加巴西爾登的水下摄影棚松林Indomina制片厂及英国白金汉郡松林制片厂进行。

## 发行
影片发行工作由娱乐工作室负责，原定于2019年6月28日在美国发行。2019年2月，消息指档期延后至2019年8月16日，避免与《安娜貝爾回家囉》撞车。

## 反响

### 票房
截至2019年11月7日，影片北美票房2226万美元，海外票房2450万美元，全球票房共计4678万美元。
影片在北美与《光芒青春》、《伯纳黛特你去了哪》和《好小男孩》同日上映，首周末在2853家影院放映，预估票房1100万到1400万美元。上映首映票房320万美元（含周四晚点映的51.6万）。首周末票房840万美元，较前作的1120万美元有所下降，位列票房榜第六。次周末票房390万美元，同比下降54%，跌至票房榜第11位。

### 专业评价
汇总媒体烂番茄根据89条评论打出45%的新鲜度，加权平均分4.54/10。网站共识写道：“《鲨海逃生》可能没有带鳍恶棍那样的凶猛，但鲨鱼题材惊悚片的影迷们应该会觉得影片很有趣。”Metacritic根据17条评论打出43/100的加权平均分，表示“褒贬不一或口碑平平”。影院评分观众投票得分C+（评级由A+到F），PostTrak观众评分2.5/5星，推荐指数52%。